# Mecanismo focal

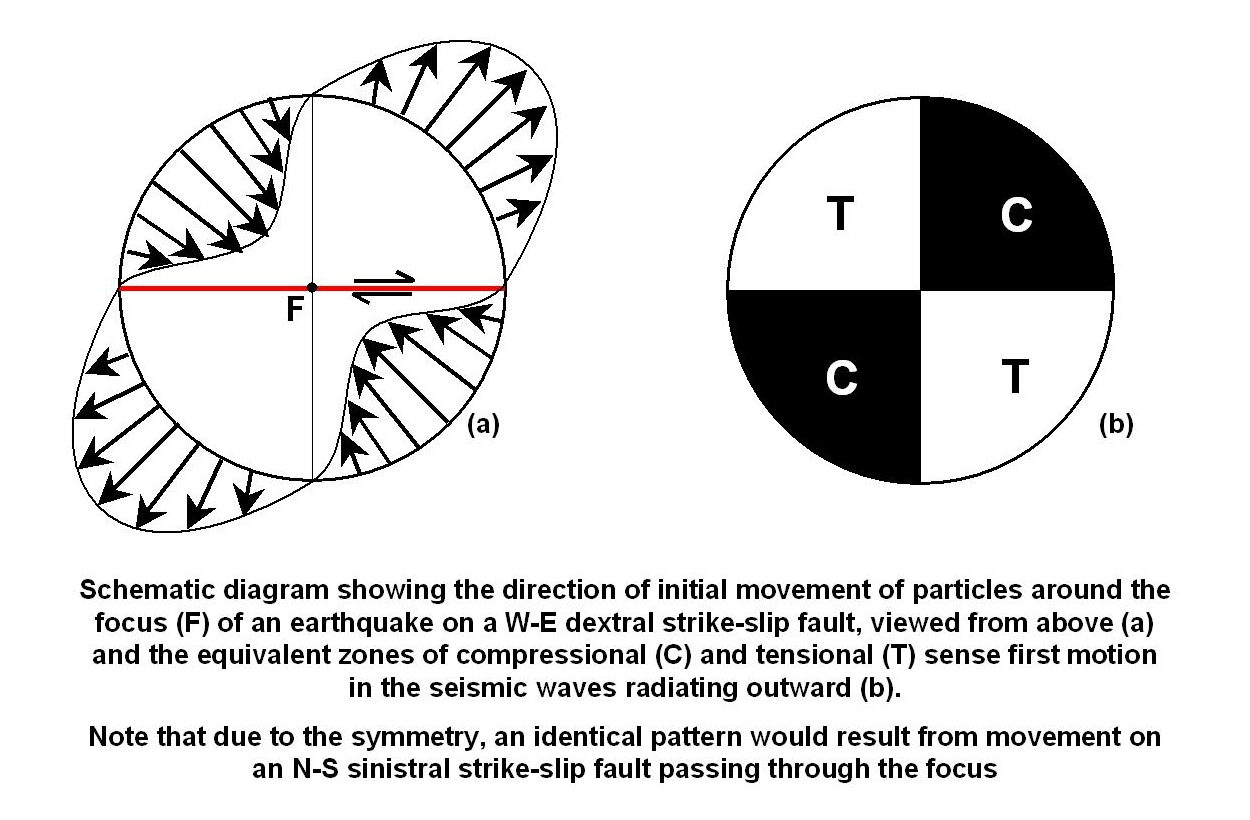
Representação gráfica do mecanismo focal de um sismo.

Mecanismos focais mais comuns e com a respectiva representação gráfica.

Formas de representação gráfica: os quadrantes compressivos são preenchidos com cores (no caso, negro) e os tensionais são deixados a branco. A formação da solução da área focal é feita a partir das compressões e dilatações de várias estações de medição. Os pontos pretos representam uma inicialização positiva, os pontos brancos uma inicialização negativa da onda sísmica.

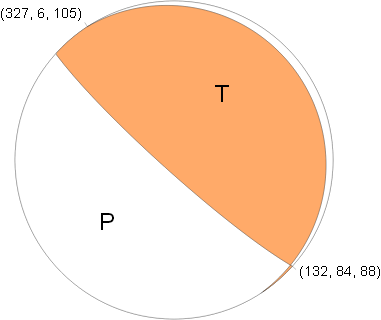
Mecanismo focal do terramoto de 2004 no Oceano Índico (determinado pelo USGS).

Mecanismo focal é um método geofísico de caracterização de um sismo através da determinação dos mecanismos de deformação crustal na região do hipocentro que gerou as ondas sísmicas observadas. Constitui uma solução de plano focal que fornece uma descrição do mecanismo de rutura, a qual, tendo em conta outras informações (por exemplo, tectónicas), pode ser utilizada para obter a orientação da área focal e as direções de deslocação. No caso de um evento sísmico associado ao movimento de uma falha geológica, o mecanismo focal mostra a orientação do plano de falha que escorregou e o respetivo vetor euclidiano de escorregamento, sendo também conhecido como a solução de plano de falha. Os mecanismos focais são derivados de uma solução do tensor de momento para o sismo, que por sua vez é estimado por uma análise das formas de onda sísmicas observadas, sendo geralmente representados graficamente por um diagrama bidimensional circular geralmente designado por bola de praia. O mecanismo focal é uma representação gráfica de duas soluções possíveis da rutura que originou o sismo e da configuração das tensões tectónicas na área, ou seja, uma síntese da informação que descreve o possível mecanismo de falha na fonte ou foco onde a energia foi libertada sob a forma de ondas sísmicas.

## Soluções do tensor de momento
O mecanismo focal pode ser inferido a partir da observação do padrão dos primeiros movimentos, especialmente determinando se as primeiras ondas P que chegam ao ponto de observação (sismógrafo) correspondem a movimento para cima ou para baixo. Este método era utilizado antes de as formas de onda serem registadas e analisadas digitalmente, e continua a ser utilizado para sismos demasiado pequenos para uma solução fácil do tensor de momento. Atualmente, os mecanismos focais são derivados principalmente através da análise semiautomática das formas de onda registadas.
A solução do tensor de momento é apresentada graficamente utilizando o chamado diagrama de bola de praia. O padrão de energia irradiada durante um sismo com uma única direção de movimento num único plano de falha pode ser modelado como um acoplamento duplo, que é descrito matematicamente como um caso especial de um tensor de segunda ordem (semelhante aos tensores de tensão e de deformação) conhecido como tensor de momento.
Os sismos não causados por movimentos de falhas têm padrões de radiação de energia bastante diferentes. No caso de uma explosão nuclear subterrânea, por exemplo, o tensor de momento sísmico é isotrópico, e esta diferença permite que tais explosões sejam facilmente discriminadas a partir da sua resposta sísmica. Esta é uma parte essencial da monitorização para distinguir entre sismos e explosões no âmbito do Tratado de Proibição Total de Ensaios Nucleares (CTBT).

### Representação gráfica (beachball plot)
Os dados usados na determinação do mecanismo focal de um sismo são representados utilizando uma projeção estereográfica do hemisfério inferior. O azimute e o ângulo de descolagem são utilizados para traçar a posição de um registo sísmico individual. O ângulo de descolagem é o ângulo em relação à vertical de um raio sísmico quando este emerge do foco do sismo. Estes ângulos são calculados a partir de um conjunto padrão de tabelas que descrevem a relação entre o ângulo de descolagem e a distância entre o foco e a estação de observação.
Por convenção, os símbolos preenchidos representam os dados das estações onde o primeiro movimento registado da onda P foi para cima (uma onda de compressão), os símbolos vazios para baixo (uma onda de tensão) e as cruzes para as estações com chegadas demasiado fracas para se ter uma noção do movimento. Se houver um número suficiente de observações, é possível desenhar dois grandes círculos ortogonais bem limitados que dividem as observações de compressão das de tensão, os quais correspondem aos planos nodais.
As observações de estações sem um primeiro movimento claro situam-se normalmente perto dos planos nodais. Por convenção, os quadrantes compressivos são preenchidos com cores e os tensionais são deixados a branco. Os dois planos nodais intersectam-se no eixo N (neutro). Os eixos P e T são também frequentemente representados; com o eixo N, estas três direções correspondem respetivamente às direções das tensões principais de compressão máximas, mínimas e intermédias associadas ao sismo. O eixo P é representado no centro do segmento branco, e o eixo T no centro do segmento colorido.
O plano de falha responsável pelo sismo será paralelo a um dos planos nodais; o outro é chamado de plano auxiliar. É impossível determinar apenas a partir de um mecanismo focal qual dos planos nodais é o plano de falha. São necessárias outras provas geológicas ou geofísicas para eliminar a ambiguidade. O vetor de deslizamento, a direção do movimento de um lado da falha em relação ao outro, situa-se no plano da falha, a 90 graus do eixo N.
Por exemplo, no terramoto de 2004 no Oceano Índico, a solução do tensor de momento dá dois planos nodais, um que mergulha para nordeste a 6 graus e outro que mergulha para sudoeste a 84 graus. Neste caso, o sismo pode ser associado com segurança ao plano que mergulha superficialmente para nordeste, uma vez que esta é a orientação da laje de subducção definida pelas localizações históricas dos sismos e pelos modelos de placas tectónicas.
As soluções de plano de falha são úteis para definir o tipo de falha em volumes sismogénicos em profundidade para os quais não existe expressão superficial do plano de falha ou onde um oceano cobre o traço de falha. Um exemplo simples de um teste bem sucedido da hipótese de expansão do fundo oceânico foi a demonstração de que o sentido do movimento ao longo das falhas transformantes oceânicas é o oposto do que seria de esperar na interpretação geológica clássica das cristas oceânicas deslocadas. Tal demonstração foi feita através da construção de soluções de planos de falhas de sismos em falhas oceânicas, que mostraram gráficos de bolas de praia de natureza de deslizamento com um plano nodal paralelo à falha e o deslizamento na direção exigida pela ideia de expansão do fundo do mar a partir das cristas.
Na confirmação dos princípios da tectónica de placas, as soluções de plano de falha também desempenharam um papel crucial ao demonstrar que as zonas sísmicas profundas em algumas lajes subductivas estão sob compressão enquanto outras estão sob tensão.

### Algoritmos de cálculo do mecanismo focal
O cálculo da solução da área focal requer tanto o azimute atribuído ao sismo como o respetivo ângulo de incidência e a direção de oscilação da primeira determinação da onda medida de cada estação de medição envolvida (para determinar compressão ou dilatação). Estes dados são primeiro projectados ao longo de trajectórias de feixe calculadas para uma esfera em torno do hipocentro e, a partir daí, para um plano, sendo os sinais invertidos no hemisfério superior. Em seguida, procuram-se dois grandes círculos perpendiculares entre si e que delimitam as observações de polaridade diferente, bem como as possíveis regiões. Ao interpretar a perturbação a partir das soluções da superfície focal, é preciso ter em conta que, por razões de simetria, não é fundamentalmente possível decidir qual dos dois grandes círculos corresponde à superfície de fratura. Em particular, o sentido do movimento (sinistral ou dextral) não pode ser derivado da solução da superfície focal de um deslocamento da falha.
Existem vários programas disponíveis para preparar soluções de mecanismos focais (Focal Mechanism Solutions ou FMS). O mais comum é uma caixa de ferramentas baseada em MATLAB, disponível para preparar os diagramas de bola de praia. Este software traça os dados da polaridade do primeiro movimento à medida que chegam a diferentes estações. A compressão e a dilatação são separadas com a ajuda do cursor. O diagrama final é preparado automaticamente.
| Deslizamento lateral esquerdo (falha transcorrente sinistral) | Deslizamento lateral direito (falha transcorrente dextral) | Deslizamento de mergulho normal (falha normal) | Deslizamento reverso (falha inversa) |
| ------------------------------------------------------------- | ---------------------------------------------------------- | ---------------------------------------------- | ------------------------------------ |
|                                                               |                                                            |                                                |                                      |
|                                                               |                                                            |                                                |                                      |